# Daxueshan (köping i Kina)
Daxueshan (kinesiska: 大雪山镇, 大雪山) är en köping i Kina. Den ligger i provinsen Sichuan, i den sydvästra delen av landet, omkring 310 kilometer söder om provinshuvudstaden Chengdu. Antalet invånare är 17 219. Befolkningen består av 8 339 kvinnor och 8 880 män. Barn under 15 år utgör 28,0 %, vuxna 15-64 år 60 %, och äldre över 65 år 10,0 %.
Genomsnittlig årsnederbörd är 1 132 millimeter. Den regnigaste månaden är juli, med i genomsnitt 239 mm nederbörd, och den torraste är december, med 14 mm nederbörd.